# Pirates of the Caribbean: Jack Sparrow
Pirates of the Caribbean: Jack Sparrow (Brasil: Piratas do Caribe: Jack Sparrow / Portugal: Piratas das Caraíbas: Jack Sparrow) é uma série de livros para jovens leitores de nove a doze anos, escrita por Rob Kidd (pseudônimo coletivo), possuindo 12 livros. A série foi publicada no universo dos filmes Piratas do Caribe. Os eventos da série ocorrem antes dos eventos dos filmes. Os livros são sobre Jack Sparrow na adolescência, antes que ele se torne um pirata. A série é seguida pela série Pirates of the Caribbean: Legends of the Brethren Court (ainda sem tradução), essa passa treze anos antes do filme Piratas do Caribe: A Maldição do Pérola Negra.

## Enredo
O adolescente Jack Sparrow, em sua incansável busca por aventuras, reúne uma equipe e então realizam a maior busca das vidas deles. Jack e sua tripulação têm um objetivo: localizar e conquistar a legendária Espada de Cortés, que lhes garantiria poderes incríveis. Eles terão que buscar sobreviver na sua primeira missão contra o poder dos mares, piratas sanguinários, maldições antigas e forças da natureza.

## Personagens
- Jack Sparrow
- Arabella
- Capitão Torrentes
- Fitzwilliam P Dalton Terceiro
- Hector Barbossa
- Princesa Carolina
- Diego De Leon
- Jean Magilore
- Marcella Magilore
- Gumbo
- Tumen
- Billy Turner

## Navios
- Barnacle - Um navio muito velho de pesca.
- Craca - O navio de Jack Sparrow no livro "Uma Tempestade se aproxima"
- Grand Barnacle  - O Barnacle foi temporariamente transformado em um grande galeão pelo fantasma de Cortez.
- La Fleur de la Morte - Um navio pirata, capitaneada por Laura Smith.
- Facão - Um navio pirata comandado pelo horrível Louis Pé-Esquerdo.
- O Holandês Voador - Um lendário navio fantasma comandada por Davy Jones.
- Senhora Misty - Majestoso navio pirata faz a sua primeira aparição em Sins of the Father.
- Seraph - O navio de Jean e Tumen

## Livros da série
Até o O Guardião do Tempo no Brasil publicados pela Editora Melhoramentos, os outros sem tradução.
1. The Coming Storm (2006)[6] Brasil: Uma Tempestade Se Aproxima / Portugal: A Tempestade que se Avizinha
2. The Siren Song (2006)[7] O Canto das Sereias
3. The Pirate Chase (2006) Brasil: Caça ao Pirata / Portugal: A Perseguição Pirata
4. The Sword of Cortés (2006) A Espada de Cortés
5. The Age of Bronze (2006) A Idade do Bronze
6. Silver (2007) Prata
7. City of Gold (2007) Brasil: A Cidade de Ouro / Portugal: A Cidade Dourada
8. The Timekeeper (2007) O Guardião do Tempo
9. Dance of the Hours (2007) só em Portugal: A Dança das Horas
10. Sins of the Father (2007)
11. Poseidon's Peak (2008)
12. Bold New Horizons (2008)

### Livro relacionado
- The Tale of Billy Turner and Other Stories (2008)